# 水野しげゆき
水野 しげゆき（みずの しげゆき、1960年 - ）は、日本の放送作家、脚本家、舞台演出家。身長170cm、血液型AB型。近年は「水野重幸」名義を使用している。
2003年にフリーになった。2008年、放送作家マネージメントオフィス「メディアシード」設立。
M-1グランプリ、R-1グランプリの予選会審査員や吉本総合芸能学院放送作家コースの講師も務める。

## 担当番組
現在
- 徳光&コロッケの“名曲の時間です”
- THE フィッシング
- NONFIX など

出演
- TFC世話人 放送作家・水野重幸の「業界人釣りクラブ」（あっ!とおどろく放送局、2009年7月10日-12月25日、2010年4月8日-7月29日）
- 東京・超人クラブ（あっ!とおどろく放送局、2010年10月7日-）

過去の担当番組
- あどりぶランド
- クイズ!年の差なんて
- ダウトをさがせ!
- 紳助・ケントの世界がお呼びです!
- 紳助のサルでもわかるニュース
- 特捜!芸能ポリスくん
- 世界バリバリ★バリュー
- オールスター感謝祭 など

## 舞台演出
- モーニング娘。
- HERO730など